# Contea autonoma yi e dai di Xinping
La contea autonoma yi e dai di Xinping (新平彝族傣族自治县S, Xīnpíng Yízú Dǎizú ZìzhìxiànP) è una contea autonoma della Cina, situata nella provincia di Yunnan e amministrata dalla prefettura di Yuxi.